# Bobsleigh (jeu vidéo)
Bobsleigh est un jeu vidéo de simulation de bobsleigh sorti en 1987.
Lors de la conception du logiciel, Digital Integration a été conseillé par l'Association Britannique de Bobsleigh ainsi que par les champions Nick Phipps et Alan Cearnes.

## Système de jeu
Nombre de joueurs : 1 ou 2 (en alternance)

Bouger le joystick de HAUT en BAS pour lancer le Bobsleigh.
GAUCHE : tourner à gauche
DROITE : tourner à droite
BOUTON ACTION : sauter dans le Bobsleigh au départ et pour freiner à l'arrivée.

Il est possible de choisir :
- entre 6 pistes

- bobsleigh pour 2 ou 4 personnes

- différentes conditions atmosphériques

- entre 4 types de lames